# Collins Pennie
Collins Pennie (né le 20 juin 1985 à Brooklyn) est un acteur américain. Collins est connu pour avoir joué Ronnie Heflin dans le film Le Bal de l'horreur et Jaeger dans Time Out.

## Filmographie

### Cinéma
- 2005 : God's Forgotten House : Dwain
- 2006 : Half Nelson : Mike
- 2008 : Le Bal de l'horreur : Ronnie Hefflin
- 2009 : Fired Up : Adam
- 2009 : Fame : Malik Washburn
- 2010 : Steppin' 2 : Chance Harris
- 2011 : Time Out : Jaeger
- 2013 : Reckless : La Loi de Charleston
- 2020 : Bad Boys for Life d'Adil El Arbi et Bilall Fallah

### Télévision
- 2002 : As the World Turns : Sean (2 épisodes)
- 2004 : New York, police judiciaire : Jimmy Gordon (1 épisode)
- 2004 : All Falls Down (téléfilm) : Tyronw
- 2005 : FBI : Portés disparus : Chris (1 épisode)
- 2007 : Shark : Lewis Beamon (1 épisode)
- 2007 : Hell on Earth (téléfilm) : Jared
- 2008 : Les Experts : Miami : Tommy (2 épisodes)
- 2010 : Hawthorne : Infirmière en chef : Marcus Leeds (9 épisodes)
- 2013 : Let The Church Say Amen : Jonathan Jackson
- 2013 : Revenge : Eli (2 épisodes)